# Пецан (Тревизо)
Пецан је насеље у Италији у округу Тревизо, региону Венето.
Према процени из 2011. у насељу је живело 2023 становника. Насеље се налази на надморској висини од 19 м.